# ビバ!ジャイアンツ
『ビバ!ジャイアンツ』（英: VIVA! GIANTS）は、1982年4月から1986年9月まで日本テレビで放送されていた読売ジャイアンツの応援番組。関東ローカル番組であったが、日曜時代は秋田放送（秋田県）や北日本放送（富山県）でも同時ネットされていた。
本項では番組で使われていた楽曲についても記述する。

## 放送時間
- 日曜日 17:00 - 17:15 （1982年4月4日 - 1983年9月25日[3]）
- 土曜日 17:15 - 17:30 （1983年10月 - 1986年9月27日）

## 出演者

### 司会
- 井上純一
- 大島智子

### ナレーター
- 今井伊佐男（当時日本テレビアナウンサー）

## スポンサー
- 明治サンテオレ - 番組放送当時、角三男をイメージモデルに起用したCMが放送されていた。

## テーマソング
「ビバ・ジャイアンツ!」
- 作詞：大津あきら、作曲：鈴木キサブロー、歌：中川興一[1][2]

番組テーマソングには、番組タイトルと同名の読売ジャイアンツ（巨人）の球団応援歌を使用していた。この曲は、1999年頃から巨人の試合で応援歌として歌われており、得点した時や勝利を収めた時にファンが応援席でタオルを振り回しながら歌う。連勝した場合には、その回数分繰り返して歌っていた。

## オープニング
白の背景色にオレンジ色の「ビバ!」が右から、オレンジ色に白抜きの「ジャイアンツ」が左から現れる。その後「ビバ!」と「ジャイアンツ」に挟まれた画面中央にジャイアンツ選手の写真が10枚ほど映し出され、最後に試合の名場面が12秒ほど流れてブルーバックの提供クレジット→CM→本編となる。